# Open d'Orleans
L'Open d'Orléans è un torneo professionistico maschile di tennis che fa parte dell'ATP Challenger Tour. Inaugurato nel 2005, si giocava annualmente sul campo indoor in cemento del Palais des Sports a Orléans, in Francia. Dal 2023 vengono cambiati sponsor e sede del torneo che si sposta all'CO'MET Arena sempre in Orléans e sui campi del Union Sportive Saint-Cyr-en-Val ( dove si giocheranno le partite di qualificazione ed alcune di doppio, oltre ad essere i campi d'allenamento) nella vicina Saint-Cyr-en-Val.

## Albo d'oro

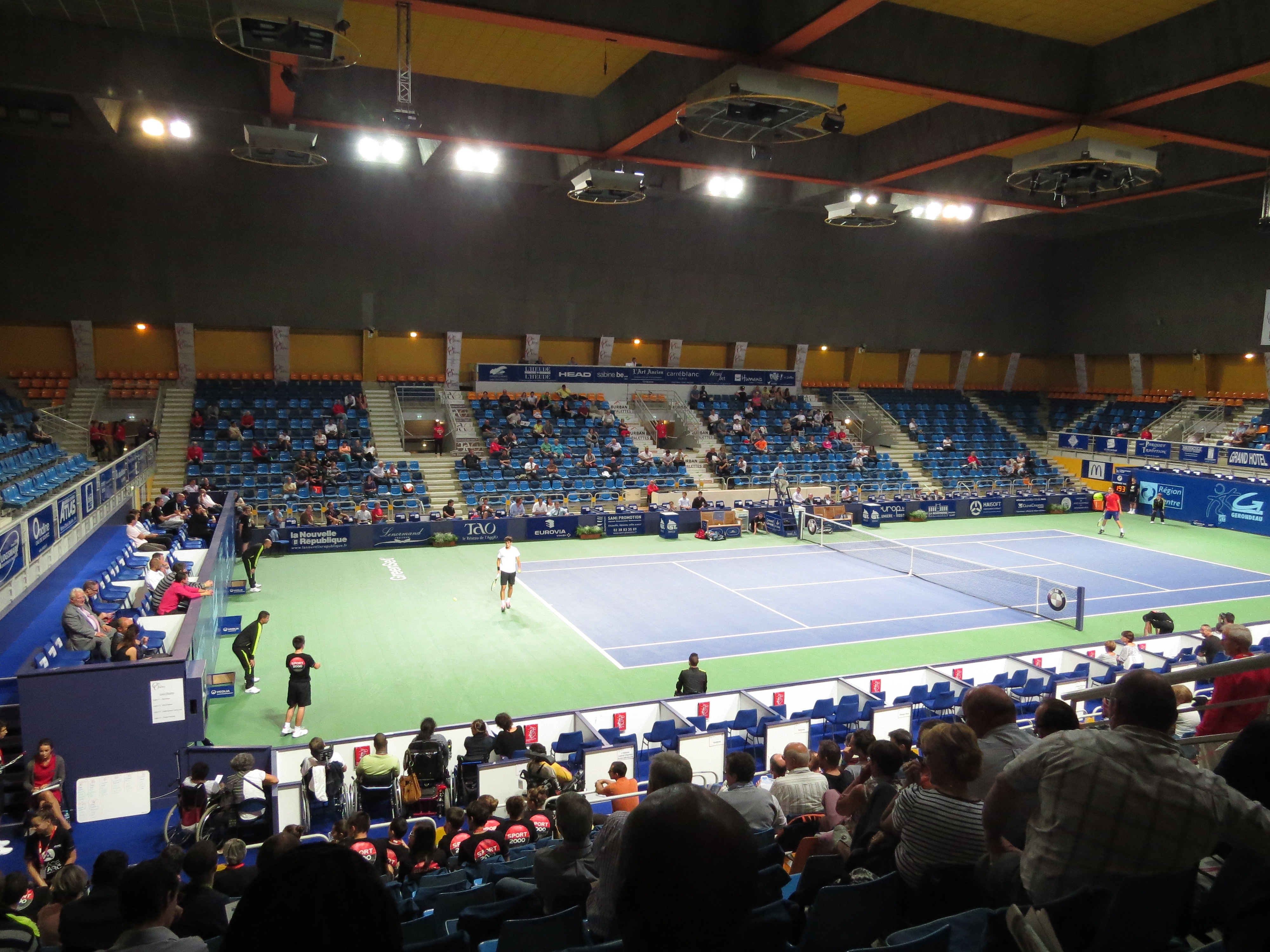
Match del torneo al Palais des Sports di Orléans nel 2013

### Singolare
| Anno | Campione              | Finalista         | Punteggio           |
| ---- | --------------------- | ----------------- | ------------------- |
| 2024 | Jacob Fearnley        | Harold Mayot      | 6–3, 7–6(5)         |
| 2023 | Tomáš Macháč          | Jack Draper       | 6–4, 4–6, 6–3       |
| 2022 | Grégoire Barrère      | Quentin Halys     | 4–6, 6–3, 6–4       |
| 2021 | Henri Laaksonen       | Dennis Novak      | 6–1, 2–6, 6–2       |
| 2020 | Non disputato         | Non disputato     | Non disputato       |
| 2019 | Mikael Ymer           | Grégoire Barrère  | 6–3, 7–5            |
| 2018 | Aljaž Bedene          | Antoine Hoang     | 4–6, 6–1, 7–6(6)    |
| 2017 | Norbert Gombos        | Julien Benneteau  | 6–3, 5–7, 6–2       |
| 2016 | Pierre-Hugues Herbert | Norbert Gombos    | 7–5, 4–6, 6–3       |
| 2015 | Jan-Lennard Struff    | Jerzy Janowicz    | 5–7, 6–4, 6–3       |
| 2014 | Serhij Stachovs'kyj   | Thomaz Bellucci   | 6–2, 7–5            |
| 2013 | Radek Štěpánek        | Leonardo Mayer    | 6–3, 6–4            |
| 2012 | David Goffin          | Ruben Bemelmans   | 6–4, 3–6, 6–3       |
| 2011 | Michaël Llodra        | Arnaud Clément    | 7–5, 6–1            |
| 2010 | Nicolas Mahut (2)     | Grigor Dimitrov   | 2–6, 7–6(6), 7–6(4) |
| 2009 | Xavier Malisse        | Stéphane Robert   | 6–1, 6–2            |
| 2008 | Nicolas Mahut (1)     | Christophe Rochus | 5–7, 6–1, 7–6(2)    |
| 2007 | Olivier Rochus (2)    | Nicolas Mahut     | 6–4, 6–4            |
| 2006 | Olivier Rochus (1)    | Michaël Llodra    | 7–6(0), 7–6(6)      |
| 2005 | Cyril Saulnier        | Nicolas Mahut     | 6–3, 6–4            |

### Doppio
| Anno | Campioni                                       | Finalisti                                        | Punteggio            |
| ---- | ---------------------------------------------- | ------------------------------------------------ | -------------------- |
| 2024 | Benjamin Bonzi Sascha Gueymard Wayenburg       | Manuel Guinard Grégoire Jacq                     | 7–6(7), 4–6, [10–5]  |
| 2023 | Constantin Frantzen Hendrik Jebens             | Henry Patten John-Patrick Smith                  | 7–6(5), 7–6(12)      |
| 2022 | Nicolas Mahut (2) Édouard Roger-Vasselin       | Michael Geerts Skander Mansouri                  | 6–2, 6–4             |
| 2021 | Pierre-Hugues Herbert (3) Albano Olivetti      | Antoine Hoang Kyrian Jacquet                     | 6–2, 2–6, [11–9]     |
| 2020 | Non disputato                                  | Non disputato                                    | Non disputato        |
| 2019 | Romain Arneodo Hugo Nys                        | Hans Podlipnik-Castillo Tristan-Samuel Weissborn | 6(5)–7, 6–3, [10–1]  |
| 2018 | Luke Bambridge Jonny O'Mara                    | Yannick Maden Tristan-Samuel Weissborn           | 6–2, 6–4             |
| 2017 | Guillermo Durán Andrés Molteni                 | Jonathan Eysseric Tristan Lamasine               | 6–3, 6(4)–7, [13–11] |
| 2016 | Nikola Mektić Franko Škugor                    | Ariel Behar Andrėj Vasileŭski                    | 6–2, 7–5             |
| 2015 | Tristan Lamasine Fabrice Martin                | Ken Skupski Neal Skupski                         | 6–4, 7–6(2)          |
| 2014 | Thomaz Bellucci André Sá                       | James Cerretani Andreas Siljeström               | 5–7, 6–4, [10–8]     |
| 2013 | Illja Marčenko Serhij Stachovs'kyj (2)         | Ričardas Berankis Franko Škugor                  | 7–5, 6–3             |
| 2012 | Lukáš Dlouhý Gilles Müller                     | Xavier Malisse Ken Skupski                       | 6–2, 6(5)–7, [10–7]  |
| 2011 | Pierre-Hugues Herbert (2) Nicolas Renavand (2) | David Škoch Simone Vagnozzi                      | 7–5, 6–3             |
| 2010 | Pierre-Hugues Herbert (1) Nicolas Renavand (1) | Sébastien Grosjean Nicolas Mahut                 | 7–6(3), 1–6, [10–6]  |
| 2009 | Ken Skupski Colin Fleming                      | Sébastien Grosjean Olivier Patience              | 6–1, 6–1             |
| 2008 | Serhij Stachovs'kyj (1) Lovro Zovko            | Jean-Claude Scherrer Igor Zelenay                | 7–6(7), 6–4          |
| 2007 | James Cerretani Frank Moser                    | Tomasz Bednarek Michał Przysiężny                | 6–1, 7–6(2)          |
| 2006 | Grégory Carraz Dick Norman                     | Jérôme Haehnel Jean-René Lisnard                 | 7–6(6), 6–1          |
| 2005 | Julien Benneteau Nicolas Mahut (1)             | Grégory Carraz Antony Dupuis                     | 3–6, 6–4, 6–2        |